# Muntan
Koordinati:   43°57′07″N, 15°23′30″E
Mutan je nenaseljen otoček v Pašmanskem kanalu. Otoček, ki ima površino 0,115 km², leži okoli 0,5 km jugovzhodno od naselja Pašman na istoimenskem otoku. Dolžina obale meri 1,51 km. Najvišji vrh je visok 13 mnm.